# Dioscorea moritziana
Dioscorea moritziana là một loài thực vật có hoa trong họ Dioscoreaceae. Loài này được (Kunth) R.Knuth mô tả khoa học đầu tiên năm 1917.